# Vladimir Jerónimo
Vladimir Ricardino Carvalho Jerónimo (Luanda, 4 ottobre 1978) è un ex cestista angolano.

## Carriera
Con l'Angola ha disputato i Campionati africani del 2005, i Giochi olimpici di Pechino 2008 e i Campionati mondiali del 2010.